# Klaus-Peter Thaler
Klaus-Peter Thaler (auch Klaus Peter Thaler; * 14. Mai 1949 in Eckmannshausen, Amt Netphen) ist ein ehemaliger deutscher Radrennfahrer und Radsport-Bundestrainer. Er war neben Dietrich Thurau einer der dominierenden deutschen Radrennprofis in den 1970er Jahren. Er war 13 Mal Deutscher Meister, 5 Mal Weltmeister und 3 Mal Vizeweltmeister.

## Radsportkarriere
Er begann als Jugendlicher mit dem Radsport im Verein RV 1909 Dreis-Tiefenbach. Nach dem Abitur studierte Klaus-Peter Thaler zunächst an der Pädagogischen Hochschule der Universität Siegen Sport und Geographie, um Lehrer zu werden. Nach Abschluss seiner Ausbildung zum Lehrer mit dem Examen 1973 absolvierte er eine Ausbildung zum Diplom-Trainer Radsport an der Trainerakademie Köln, die er 1976 mit einer Diplomarbeit bei Arnd Krüger abschloss.
Bevor Thaler mit dem Radsport begann, war er als Jugendlicher im Skilauf, Eishockey und Fußball aktiv. Ab 1964 betrieb Thaler aktiv Radsport. Dies verdankte er seiner Bekanntschaft mit dem früheren Deutschen Bergmeister Horst Kämpfer. Dieser animierte ihn auch, Mitglied im Radsportverein RV Dreis-Tiefenbach zu werden. Sein Talent stellte er mit dem zweimaligen Gewinn der Deutschen Jugendmeisterschaft unter Beweis. 1973 und 1976 wurde er Weltmeister im Querfeldeinrennen der Amateure. 1973 gewann er auf einem Rad, das ihm kurz zuvor Rolf Wolfshohl, der sein großes Vorbild war, geschenkt hatte.
1974 und 1976 wurde er deutscher Amateurmeister im Straßenrennen. 1974 holte er als einziger deutscher Fahrer einen Etappensieg im Milk Race und in der Jugoslawien-Rundfahrt. In der Internationalen Rheinland-Pfalz-Rundfahrt 1974 wurde er Zweiter und gewann eine Etappe. 1976 gewann er das Etappenrennen Alpe–Adria. Bei den Olympischen Sommerspielen 1976 nahm er ebenfalls als Straßenfahrer teil und überquerte im Sprint der Spitzengruppe als Zweiter die Ziellinie. Die Silbermedaille wurde ihm allerdings wegen Behinderung aberkannt, so wurde Thaler als Letzter der Spitzengruppe und damit als Neunter im olympischen Straßenrennen klassiert.
Aus Verärgerung über die mangelnde Unterstützung durch den Bund Deutscher Radfahrer (BDR) wechselte er 1977 ins Profilager und unterschrieb einen Vertrag bei dem spanischen Team Teka. Bei seiner ersten Teilnahme als Radrennprofi bei der Tour de France im selben Jahr gewann er auf Anhieb eine Etappe.
Im Jahr darauf belegte er im Endklassement den 35. Rang, kam in der Punktewertung auf Platz sechs, trug vorübergehend das Gelbe Trikot und gewann eine weitere Etappe. Insgesamt startete er fünf Mal bei der Tour.
Nach seiner Tätigkeit als Trainer beim BDR entschloss sich Thaler zur Fortsetzung seiner Profikarriere, und nach nur sechswöchiger Trainingsphase verblüffte er die Konkurrenz mit einem zweiten Rang bei den Deutschen Querfeldeinmeisterschaften 1985. Die Krönung war aber dann zwei Wochen später der Sieg bei der WM vor heimischem Publikum im Münchener Olympiastadion.
1987 kam dann der vierte WM-Titel dazu. 1988 nahm er nach fast 25 Jahren aktiver Laufbahn schließlich seinen endgültigen Abschied vom Radsport. Thaler hatte mehrfach auch Angebote, bei Sechstagerennen zu starten, insbesondere in Deutschland. Er lehnte aber alle Angebote konsequent ab, da er sich für schon zu alt hielt, um in einem neuen Metier Fuß zu fassen und „nicht hinterherfahren“ wollte. 1986 begründete Thaler die Rennserie Pepsi Light Cup, die mehrere Querfeldeinrennen in Deutschland umfasste.
Für 2023 wurde Klaus-Peter Thaler als Zuschauer zum 50-jährigen Jubiläum seines ersten WM-Titels zu den UCI 2023 Masters Cyclo-Cross World Championships nach Hamburg eingeladen. Er entschloss sich jedoch, in seiner Altersklasse (M75) teilzunehmen und gewann sein Rennen. Dies ist somit nach 50 Jahren sein fünfter Titel.

## Motorsportkarriere
1986 kam Thaler erstmals mit dem Automobilsport in Kontakt. Noch während seiner Zeit als aktiver Radsportler bestritt er ab 1987 Langstreckenrennen im Veedol Langstreckenpokal. 1989 startete er in einem Opel Kadett GSi auch bei zwei Rennen in der Deutschen Tourenwagen-Meisterschaft.
Zu seinen größten motorsportlichen Erfolgen zählen ein vierter und ein fünfter Rang beim 24-Stunden-Rennen auf dem Nürburgring sowie der Gewinn der Langstreckenmeisterschaft 2001.
Zu Thalers Hobbys gehören Antiquitäten und der Trickskilauf. Als Liebhaber von Oldtimern nimmt Thaler an Veranstaltungen wie der Rallye Histo Monte oder den Heidelberg Classics teil.

## Berufliches
1983 verabschiedete sich der in Gevelsberg lebende Thaler vorläufig vom aktiven Sport und nutzte für zwei Jahre seine Qualifikation als Diplomtrainer für ein Zwischenspiel als Bundestrainer. Er war zudem Präsident des Verbandes Deutscher Diplom-Trainer (VDDT). Gegen Ende seiner Zeit als aktiver Sportler gründete er 1986 gemeinsam mit seiner Frau die Radsport-Großhandelsfirma Thaler sports, deren Geschäftsführer er heute ist, und vertreibt seine eigene Textilmarke Protective (Radsport- und Ski/Snowboardkleidung).

## Familiäres
Seine Mutter war Luise Thaler, geborene Weber, sein Vater, der Arzt Erich Thaler, war ebenfalls als Radrennfahrer aktiv gewesen, später Funktionär im Radsport und Vorsitzender seines Heimatvereines in Dreis-Tiefenbach. Klaus-Peter Thaler ist evangelisch und seit 1978 mit Jutta geborene Gößling verheiratet. Er hat zwei Kinder, Christian Caspar und Julia.

## Soziales Engagement

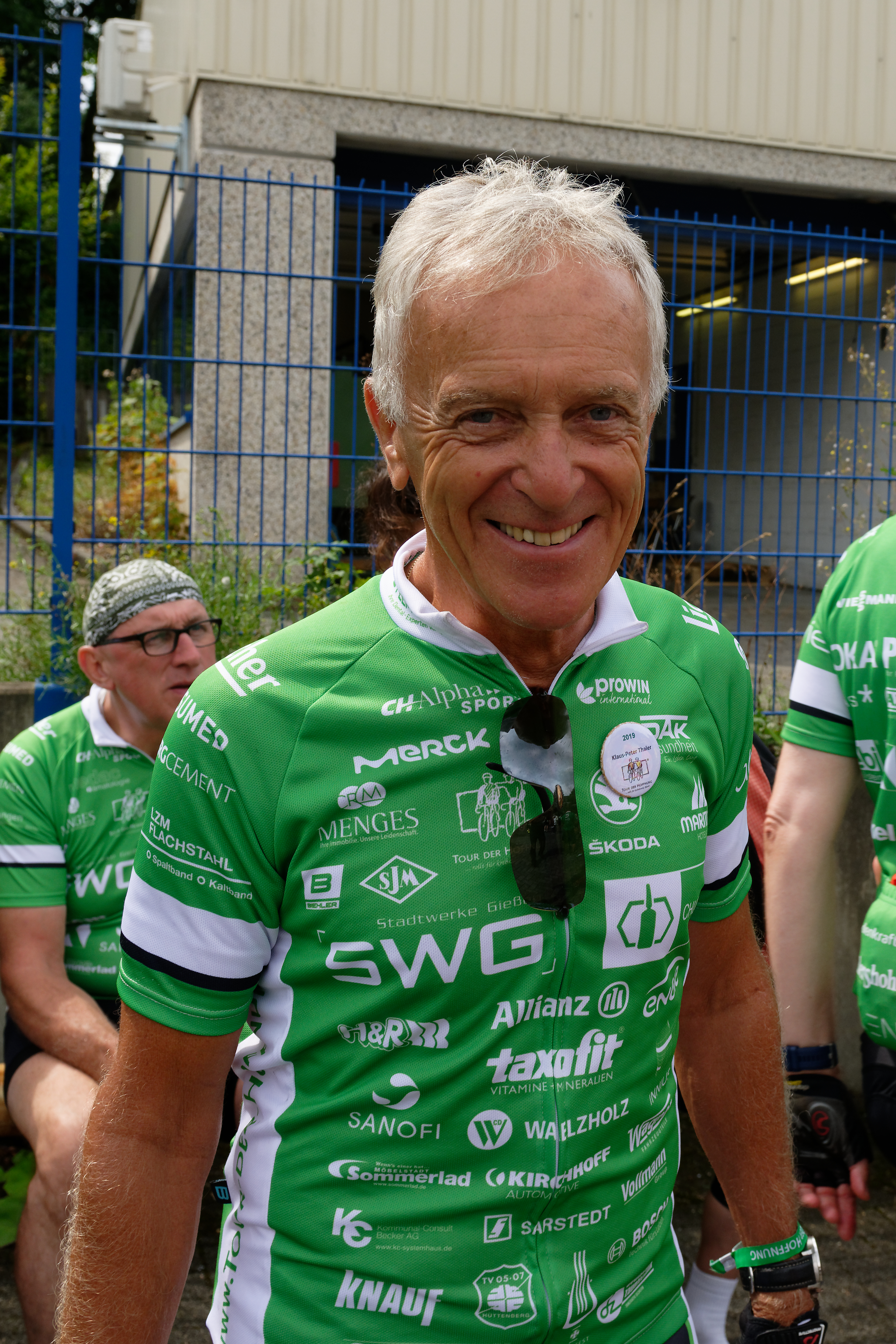
Klaus-Peter Thaler bei der Tour der Hoffnung 2019

1999 wurde Klaus-Peter Thaler mit dem Georg von Opel-Preis in der Kategorie „Sportler in sozialer Verantwortung“ ausgezeichnet.
Am 8. Dezember 2003 erhielt Klaus-Peter Thaler durch den nordrhein-westfälischen Landtagspräsidenten Ulrich Schmidt das Bundesverdienstkreuz am Bande verliehen.
Geehrt wurde er damals für sein vielseitiges soziales Engagement. Seine Mitarbeit als Kapitän der Tour der Hoffnung, die Gründung 1996 des gemeinnützigen Verein Menschen für Kinder e. V. und seine Mitarbeit im Freundeskreis zu Gunsten der Stiftung radWerk, die arbeitslosen Jugendlichen hilft, eine Ausbildung zu finden, wurden in der Laudatio hervorgehoben. 
2005 wurde er für sein Engagement mit der Pierre-de-Coubertin-Medaille ausgezeichnet.
Die Tour der Hoffnung, eine Benefiz-Radsportveranstaltung zur Unterstützung krebskranker Kinder, begleitet er seit der Gründung 1983 als Kapitän des Fahrerfeldes. Stand 2023 ergibt das 40 Jahre sozialen Engagements.

## Diverses
Klaus-Peter Thaler ist unter dem Beinamen Tom Smart Mitglied des renommierten Londoner Pickwick Bicycle Club.

## Erfolge im Radsport (Auswahl)
| 1974 - eine Etappe Milk Race - Köln–Schuld–Frechen 1975 - zwei Etappen Rheinland-Pfalz-Rundfahrt 1976 - Deutscher Amateur-Meister – Straßenrennen 1977 - eine Etappe Tour de France - eine Etappe Andalusien-Rundfahrt - eine Etappe und Bergwertung Asturien-Rundfahrt 1978 - zwei Etappen Tour de France 1979 - eine Etappe Critérium du Dauphiné Libéré - eine Etappe Internationale Vitamalz-Rundfahrt 1979 1980 - eine Etappe Vuelta a España - Gesamtwertung und zwei Etappen Vuelta a las Tres Provincias - eine Etappe Paris–Nizza 1982 - zwei Etappen Vuelta a las Tres Provincias - Coca-Cola-Trophy | 1973 - Amateur-Weltmeister - Deutscher Amateur-Meister 1974 - Deutscher Amateur-Meister 1975 - Deutscher Amateur-Meister 1976 - Amateur-Weltmeister - Deutscher Amateur-Meister 1977 - Deutscher Meister 1978 - Deutscher Meister 1979 - Deutscher Meister 1980 - Deutscher Meister 1981 - Deutscher Meister 1982 - Deutscher Meister 1985 - Weltmeister 1986 - Deutscher Meister 1987 - Weltmeister - Deutscher Meister 1988 - Deutscher Meister 2023 - Weltmeister (Masters) 2024 - Weltmeister (Masters) |

## Grand-Tour-Platzierungen
| Grand Tour            | 1977 | 1978 | 1979 | 1980 | 1981 | 1982 |
| --------------------- | ---- | ---- | ---- | ---- | ---- | ---- |
| Vuelta a EspañaVuelta | 3    | –    | –    | DNF  | –    | –    |
| Giro d’ItaliaGiro     | –    | –    | –    | –    | –    | –    |
| Tour de FranceTour    | DNF  | 35   | –    | 37   | 49   | 90   |

## Auszeichnungen
- Silbernes Lorbeerblatt (1973)
- Verdienstkreuz am Bande (2003)
- Pierre-de-Coubertin-Medaille (2005)
- Hall of Fame der UCI